# Elizabeth Stride

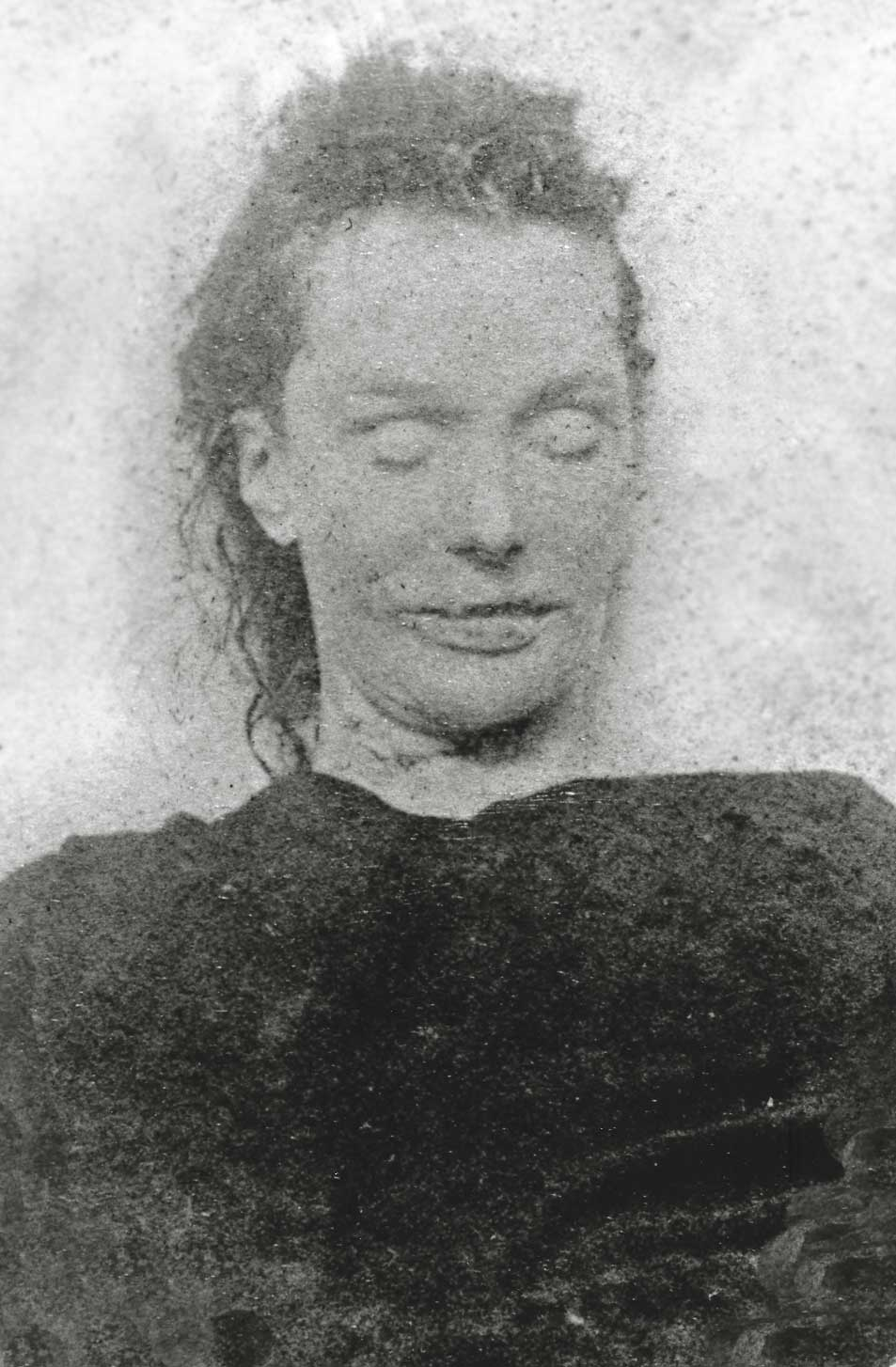
Fotografia mortuária de Elizabeth Stride. Ela tinha 1,57 de altura, estavam faltando seus dentes superiores da frente, tinha cabelos castanhos e encaracolados, olhos cinza-claros e uma pele pálida.

Elizabeth Stride (nome de solteira: Elisabeth Gustafsdotter; apelido: Long Liz),  nascida na Suécia em 27 de novembro de 1843 e morta em 30 de setembro de 1888, foi a terceira vítima do famoso serial killer Jack, o Estripador. O corpo de Stride foi descoberto por volta das 1h00 da madrugada, no chão do pátio da Dutfield's Yard, na Berner Street (hoje Henriques Street), em Whitechapel.
Ao contrário das outras quatro vítimas canônicas do Estripador, Stride não foi mutilada após seu assassinato, levando algumas autoridades a suspeitar que Stride não foi realmente assassinada por Jack, o Estripador. No entanto, o assassinato de Stride ocorreu menos de uma hora antes do assassinato da quarta vítima canônica do Estripador, Catherine Eddowes, a uma curta distância, e seu ato de assassinato é suspeito de ter sido perturbado por um indivíduo que entrou na cena do crime em uma carroça de duas rodas. Além disso, ambas as mulheres foram assassinadas por cortes na garganta, levando a maioria dos autores e pesquisadores a considerar Stride a terceira das cinco vítimas canônicas do Estripador.
Stride foi apelidada de "Long Liz". Várias explicações foram dadas para esse pseudônimo ; alguns acreditam que ele vem de seu sobrenome de casada, enquanto outros acreditam que isso é uma referência à sua altura, ou à sua estrutura facial geral.